# Friedrich Honigmann

Friedrich Honigmann

Friedrich Honigmann (* 2. März 1841 in Düren; † 19. Dezember 1913 in Aachen) war ein deutscher Unternehmer im Bergbau.

## Leben und Wirken
Der Sohn des Bergmeisters und Bergwerkbesitzers Eduard Honigmann (1809–1886) und der Maria Boelling (1811–1878) stammte aus einer Familie, die seit seinem Großvater Johann Ehrenfried Honigmann im Bergbau tätig war. Honigmann, der an der Bergakademie Freiberg und der Bergakademie Clausthal studiert hatte, folgte mit seinem Unternehmer- und Forschergeist dem Vorbild seines Vaters. Mit diesem unternahm er nach seinem Studium Probebohrungen im Bereich Heerlen und Simpelveld und konnte dabei nachweisen, dass zwischen dem niederländischen Steinkohlengebiet und dem Wurmrevier geologisch ein Zusammenhang bestand. Weitere Versuchsbohrungen in den Jahren 1884 bis 1899 im Bereich Hückelhoven, Baal und Ratheim in geringer Teufe bestätigten diese Erkenntnisse.
Im Jahre 1893 erhielt er zusammen mit seinem ebenfalls im Bergwesen ausgebildeten Bruder Carl Honigmann (1842–1903) sowie dem niederländischen Eisenbahningenieur Henri Sarolea die Konzession zur Gründung der Oranje-Nassau-Mijnen bei Heerlen, deren erste Zeche Oranje-Nassau I im Jahr 1899 die Kohleförderung aufnehmen konnte. Sein Bruder Carl erhielt hierbei die Konzession für Oranje-Nassau II bei Schaesberg. Im gleichen Zeitraum wurden Friedrich weitere 29 Konzessionen für geplante Felder im Großraum Hückelhoven erteilt. Nach dem Tod seiner beiden Gesellschafter auf Oranje-Nassau, (Sarolea 1900 und sein Bruder Carl 1903) entschloss sich Friedrich Honigmann, sich ausschließlich seinen Konzessionen in Hückelhoven zu widmen. Um auch über finanzielle Reserven zu verfügen, verkaufte er schließlich 1908 seine Anteile von Oranje-Nassau an die französische Familie de Wendel aus Lothringen und konnte daraufhin ein Jahr später seinen ersten Schacht auf der zunächst noch Grube Gewerkschaft Hückelhoven genannten Zeche abteufen, deren zweiter Schacht 1911 folgte. Die erste Kohleförderung im Jahre 1914 konnte Honigmann selbst nicht mehr erleben, da er am 19. Dezember 1913 verstarb. Nach Friedrichs Tod übernahm zunächst sein einziger Sohn, der Bergingenieur Eduard Honigmann (1872–1916), die meisten der väterlichen Anteile. Bereits am 3. September 1916 fiel Eduard als Offizier an der Kriegsfront (Schlacht an der Somme) und seine Erben verkauften daraufhin seine Anteile an den niederländischen Direktor der Steenkolen Handelsverening Fenter van Vlissingen, der diese ein Jahr später in die von ihm gegründete Nederlandsche Maatschappij tot Ontginning van de Steenkolenvelden (NEMOS) überführte. Seit dieser Zeit wurde die Grube Gewerkschaft Hückelhoven nach den Ehefrauen des Fenter van Vlissingen und des Grubenvorstandsvorsitzenden Pieter de Vooy in „Sophia Jacoba“ umbenannt.
Darüber hinaus besaß Friedrich Honigmann zusammen mit seinem bereits erwähnten Bruder Carl und seinem zweiten Bruder, dem Chemiker Moritz Honigmann, ererbte Anteile an der 1873 von seinem Vater erschlossenen Grube Nordstern in Merkstein. Hier war es maßgeblich seiner Initiative und eines von ihm weiterentwickelten Schachtbohr- und Ausbauverfahren im schwimmenden und rollenden Gebirge zu verdanken, dass zwischen 1900 und 1902 drei neue Schächte auf Nordstern abgeteuft werden konnten. Diese Grube wurde von dem letzt Überlebenden der drei Brüder, Moritz Honigmann, im Jahr 1914 in die Hahnsche Werke AG überführt, die später ein Unternehmen der Mannesmanngruppe wurde. 
Friedrich Honigmann war verheiratet mit Emilie geb. Ficus (1847–1927) und hatte mit ihr außer dem im Ersten Weltkrieg gefallenen Sohn Eduard (1872–1915), seit 1900 technischer Direktor auf Oranje Nassau, noch drei Töchter. 
Ihm zu Gedenken wurde eine Grundschule in Hückelhoven-Schaufenberg Friedrich-Honigmann-Schule benannt. Friedrich Honigmann fand seine letzte Ruhestätte auf dem Westfriedhof I in Aachen.